# En dag i oktober
En dag i oktober er en engelsk/dansk film fra 1991 instrueret af Kenneth Madsen efter manuskript af Damian F. Slattery..
Spændingsfilm med dokumentarisk præg om de danske jøders flugt til Sverige i oktober 1943, koncentreret om en enkelt families skæbne.

## Danske medvirkende
- Ole Lemmeke
- Anders Peter Bro
- Morten Suurballe
- Jens Arentzen
- Lily Weiding
- Ken Vedsegaard
- Kim Rømer
- Anders Peter Bro
- Arne Hansen
- Jørgen Bidstrup
- Thomas Høgsbro
- Klaus Hjuler
- Jon Stephensen
- Rune David Grue